# Milenijalci
Milenijalci, također poznati kao generacija Y, demografska su skupina koja slijedi nakon generacije X te prethodi generaciji Z. Istraživači i popularni mediji koriste rane 1980-e kao početne godine rođenja, a sredinu 1990-ih do ranih 2000-ih kao završne godine rođenja, pa se ovom generacijom obično smatraju ljudi rođeni od 1981. do 1996. godine. Većina milenijalaca djeca su baby boomera i rane generacije X; milenijalci su često roditelji generaciji alfa.
Diljem svijeta mladi ljudi odgađaju brak. Milenijalci su rođeni u vrijeme pada stope plodnosti diljem svijeta te imaju manje djece od svojih predaka. Oni rođeni u zemljama u razvoju nastavit će sačinjavati glavni dio svjetskog rasta stanovništva. U zemljama trećeg svijeta mladi su ljudi za vrijeme 2010-ih godina bili manje skloni seksualnIm odnosima u odnosu na svoje pretke u istom dobnom rasponu. Na svjetskom Zapadu su manje religiozni od svojih predaka, ali se katkad identificiraju sa spiritualnošću.
Milenijalci su opisani kao prva svjetska generacija i prva generacija koja je odrasla u doba interneta. Generaciju općenito obilježava povećana upotreba i poznavanje interneta, mobilnih uređaja te društvenih mreža, zbog čega se ponekad nazivaju digitalnim urođenicima. Između 1990-ih i 2010-ih, oni iz zemalja u razvoju učestalije su postali visokoobrazovani, što je bio čimbenik koji je potaknuo gospodarski rast u tim zemljama. Milenijalci diljem svijeta pretrpjeli su mnoge značajne ekonomske poremećaje od početka svog radnog vijeka; mnogi su se suočili s visokom razinom nezaposlenosti tijekom ranijih godina na tržištu rada posljedicom velike recesije u 2008. godini, a pretrpjeli su i recesiju 2020. godine uzrokovanu pandemijom COVID-19.

## Terminologija i etimologija
Članovi ove demografske skupine poznati su kao milenijalci zato što su oni najstariji postali odrasle osobe na prijelazu tisućljeća. Autorima Williamu Straussu i Neilu Howeu, poznatima po Strauss–Howe-ovoj generacijskoj teoriji, naširoko se pripisuje imenovanje milenijalaca. Termin su osmislili 1987. godine, otprilike u vrijeme kada su djeca rođena 1982. kretala u vrtić, a mediji su prvi identificirali njihovu moguću vezu s nadolazećim novim tisućljećem kao maturantski razred 2000. godine. O skupini su pisali u svojim knjigama: Generacije: Povijest američke budućnosti, 1584. –  2069. (1991.) i Uspon milenijalaca: Sljedeća velika generacija (2000.).
U kolovozu 1993. godine, uvodni članak časopisa Advertising Age skovao je izraz generacija Y kako bi opisao tadašnje tinejdžere u dobi od 13 do 19 godina (rođeni 1974. – 1980. godine), koji su u to vrijeme bili smatrani različitima od generacije X. Međutim, većina medijskih izvora kasnije je ipak identificirala one rođene između 1974. i 1980. godine kao posljednji val generacije X, a Ad Age je 2003. godine i pomaknuo početnu godinu njihove generacije Y na 1982. godinu. Prema novinaru Bruceu Horovitzu, Ad Age se 2012. godine „prestao odupirati i priznao da su milenijalci bolji naziv od generacije Y”, a 2014. je godine bivši upravitelj strategije za podatke u Ad Ageu za NPR izjavio da je „naziv generacije Y bio zadan privremeno dok ne saznamo više o njima.”
Milenijalci se ponekad nazivaju echo boomerima zbog toga što su često potomci baby boomera, zbog značajnog porasta stope nataliteta od ranih 1980-ih do sredine 1990-ih te zbog veličine njihove generacije u odnosu na onu baby boomera. U Sjedinjenim Američkim Državama su stope nataliteta echo booma dosegle svoj vrhunac u kolovozu 1990. godine, a trend se manjih obitelji dvadesetog stoljeća u razvijenim zemljama nastavio. Psihologinja Jean Twenge opisala je milenijalce kao „Ja generaciju” u svojoj knjizi iz 2006. godine: „Ja generacija: Zašto su današnji mladi Amerikanci samopouzdaniji, asertivniji, povlašteniji – te nesretniji nego ikad prije”, dok je 2013. godine časopis Time objavio naslovnu priču pod nazivom „Milenijalci: Ja ja ja generacija.” Drugi nazivi predloženi za ovu skupinu uključuju: mrežna generacija, generacija 09/11, generacija poslije te burnout generacija.
Američka sociologinja Kathleen Shaputis prozvala je milenijalce Bumerang generacijom ili Petar Pan generacijom zbog osjetne sklonosti članova prema odgađanju nekih bitnih životnih događaja u odraslu dob, i to na duža razdoblja u odnosu na većinu prethodnih generacija. Ti nazivi također se odnose i na trend da članovi generacije žive sa roditeljima duže nego članovi prethodnih generacija. Kimberly Palmer smatra da su glavni pokretači ovog trenda visoki troškovi stanovanja, viša razina obrazovanja te relativna imućnost starije generacije. Pitanja vezana za točno značenje ideje odraslosti također utječu na raspravu o odgođenom stupanju u samostalan život te novu fazu života. Istraživanje iz 2012. godine koje su proveli profesori na Sveučilištu Brigham Young pokazalo je da studenti  češće definiraju odraslost na temelju određenih osobnih sposobnosti i karakteristika nego na temelju tradicionalnih oblika obreda prijelaza. Larry Nelson primjećuje: „U prijašnjim generacijama se oženiš te započneš karijeru, i to odmah. Ono što su mladi ljudi danas počeli shvaćati je da takav pristup vodi razvodima, nezadovoljstvu karijerom... Većina želi stupiti u brak (...) oni samo to žele učiniti kako treba iz prve, a isto vrijedi i za karijeru.”

## Definicije raspona datuma i dobi
Oxford Living Dictionaries opisuje milenijalca kao osobu "rođenu između ranih 1980-ih i kasnih 1990-ih." Rječnik Merriam-Webster definira milenijalca kao "osobu rođenu 1980-ih ili 1990-ih."
Jonathan Rauch, viši suradnik Instituta Brookings, napisao je 2018. za The Economist  da su "generacije zamagljeni pojmovi", ali skupina rođena 1981. – 1996. "široko je prihvaćena" definicija za milenijalce. Reuters također tvrdi da se "uobičajena definicija" odnosi na 1981-1996.[2]
Isto tako, Pew Research Center definira milenijalce kao ljude rođene od 1981. do 1996., odabirući te datume za "ključne političke, ekonomske i društvene čimbenike", uključujući terorističke napade 11. rujna, invaziju na Irak 2003., Veliku recesiju te internetsku eksploziju. Kongresna knjižnica Sjedinjenih Država objašnjava da "definiranje generacija nije egzaktna znanost", iako citira Pewovu definiciju iz 1981.-1996. za definiranje milenijalaca. Razni mediji i statističke organizacije citirale su Pewovu definiciju, uključujući Time magazine,  BBC, The Washington Post, The New York Times, The Wall Street Journal, PBS, The Los Angeles Times, The Guardian, Zavod za statistiku rada Sjedinjenih Država, te Kanadska statistika. Institut Brookings definira milenijsku generaciju kao ljude rođene od 1981. do 1996., kao i Gallup, Odbor federalnih rezervi, Američka psihološka udruga, CBS, te ABC Australia.
Australski McCrindle Research koristi godine 1980. – 1994. kao godine rođenja generacije Y (milenijalci).  Australski zavod za statistiku koristi razdoblje od 1981. do 1995. za definiranje milenijalaca u popisu stanovništva 2021. godine. Psihologinja Jean Twenge definira milenijalce kao one rođene 1980-1994. CNN izvještava da studije često koriste razdoblje od 1981. do 1996. za definiranje milenijalaca, ali ponekad navode razdoblje od 1980. do 2000. godine. Ured za popis stanovništva Sjedinjenih Američkih Država nedosljedan je, spominjući 1996. godinu kao kraj datumskog raspona za milenijalce u priopćenju za 2020., ali navodi 2000. na grafikonima u demografskoj analizi 2020. Međutim, prethodno su izjavili da "nema službenog datuma početka i završetka rođenja milenijalaca" te službeno ne definiraju  milenijalce. U Velikoj Britaniji, Resolution Foundation koristi 1981.–2000. Sociolog Elwood Carlson, koji generaciju naziva "Novi boomeri", identificirao je godine rođenja od 1983. do 2001., na temelju porasta rađanja nakon 1983. i završavajući s "političkim i društvenim izazovima" koji su se dogodili nakon terorističkih napada 11. rujna. Autor Neil Howe, sukreator Strauss–Howe generacijske teorije, definira milenijalce kao one rođene od 1982. do 2004.
Skupine rođene tijekom prijelaznih godina prije i poslije milenijalaca identificirane su kao "mikrogeneracije" s karakteristikama obaju generacija. Imena koja su dana ovim cuspersima uključuju redom: Xenijalci, Generacija Catalano, Generacija Oregon Trail ; Zenijalci i Zilenijalci..

## Psihologija
Psihologinja Jean Twenge, autorica knjige Ja generacija iz 2006., milenijalce, zajedno s mlađim pripadnicima generacije X, smatra dijelom onoga što ona naziva "Ja generacija". Twenge pripisuje milenijalcima osobine samopouzdanja i tolerancije, ali također opisuje osjećaj povlaštenosti i narcisoidnosti, na temelju istraživanja NPI -ja koja pokazuju povećani narcizam među milenijalcima  u usporedbi s prethodnim generacijama kada su bili tinejdžeri i u svojim dvadesetima. Psiholog Jeffrey Arnett, sa Sveučilišta Clark u Worcesteru, kritizirao je Twengeovo istraživanje o narcisoidnosti među milenijalcima, rekavši: "Mislim da ona uvelike krivo tumači ili pretjerano tumači podatke, i mislim da je to destruktivno". Sumnja da Popis narcisoidne osobnosti uopće mjeri narcizam. Arnett kaže da ne samo da su milenijalci manje narcisoidni, već su  "iznimno velikodušna generacija koja obećava poboljšanje svijeta". Studija objavljena 2017. u časopisu Psychological Science otkrila je mali pad narcizma među mladima od 1990-ih.
Autori William Strauss i Neil Howe tvrde da svaka generacija ima zajedničke karakteristike koje joj daju specifičan karakter s četiri osnovna generacijska arhetipa, koji se ponavljaju u ciklusu. Prema njihovoj hipotezi, predvidjeli su da će milenijalci postati više poput "građanski orijentirane" G.I. generacije s jakim osjećajem za zajednicu, kako lokalno tako i globalno. Strauss i Howe pripisuju milenijskoj skupini sedam osnovnih osobina: posebnost, zaštićenost, samouvjerenost, timska orijentiranost, konvencionalnost, "pritisnutost" i uspješnost. Međutim, Arthur E. Levine, autor knjige Kada se sudare nada i strah: Portret današnjeg studenta, odbacio je ove generacijske slike kao "stereotipe". Zatim, psihologinja Jean Twenge kaže da su Straussove i Howeove tvrdnje pretjerano determinističke, da se ne mogu krivotvoriti te da nisu potkrijepljene rigoroznim dokazima.
Agencija za ispitivanje javnog mnjenja Ipsos-MORI upozorila je da se riječ 'milenijalci' "zlorabi do te mjere da se često pogrešno smatra samo još jednom besmislenom modnom riječi" jer su "mnoge tvrdnje o karakteristikama milenijalaca pojednostavljene, pogrešno protumačene ili jednostavno krive, što može značiti da se stvarne razlike gube" i da su "jednako važne sličnosti između drugih generacija—stavovi i ponašanja koji ostaju isti ponekad su jednako važni i iznenađujući."
Iako se često kaže da milenijalci ignoriraju konvencionalno oglašavanje, ono zapravo uvelike utječe na njih. Posebno su osjetljivi na pozivanje na transparentnost, na iskustva, a ne na stvari, te na fleksibilnost.
Studija iz 2015., koju je proveo Microsoft, otkrila je da je 77% ispitanika u dobi od 18 do 24 godine potvrdilo izjavu: "Kad ništa ne zaokuplja moju pažnju, prva stvar koju učinim je posegnem za telefonom", u usporedbi sa samo 10% ispitanika u dobi od 65 godina i više.

## Kognitivne sposobnosti
James R. Flynn, istraživač koji se bavi inteligencijom, otkrio je da je 1950-ih jaz između razine vokabulara odraslih i djece bio mnogo manji nego što je to bio slučaj u ranom 21. stoljeću. Između 1953. i 2006. dobitak odraslih na subtestu vokabulara Wechslerovog IQ testa iznosio je 17,4 boda, dok je odgovarajući dobitak djece bio samo 4. Ustvrdio je da su neki od razloga tome porast interesa za visoko obrazovanje te kulturološke promjene. Broj Amerikanaca koji traže visokoškolske kvalifikacije i kognitivno zahtjevne poslove značajno je porastao od 1950-ih. To je povećalo razinu vokabulara kod odraslih. Pedesetih godina prošlog stoljeća djeca su općenito oponašala svoje roditelje i usvajala njihov rječnik. To više nije bio slučaj u 2000-ima, kada su tinejdžeri često razvijali vlastitu subkulturu i kao takvi bili manje skloni korištenju "odraslog" vokabulara u svojim esejima.
U izvješću iz 2009. Flynn je analizirao rezultate testa Ravenove progresivne matrice za britanske četrnaestogodišnjake od 1980. do 2008. godine. Otkrio je da je njihov prosječni IQ pao za više od dva boda tijekom tog vremenskog razdoblja. Među onima u višoj polovici distribucije inteligencije pad je bio još značajniji, šest bodova. Ovo je jasan slučaj preokreta Flynnovog efekta, očitog porasta IQ rezultata uočenog tijekom dvadesetog stoljeća. Flynn je sumnjao da je to zbog promjena u britanskoj kulturi mladih. Nadalje je primijetio da je u prošlosti porast IQ-a bio u korelaciji sa socioekonomskom klasom, ali to više nije točno.
Psiholozi Jean Twenge, W. Keith Campbell i Ryne A. Sherman analizirali su rezultate testa vokabulara u američkom Generalnom društvenom pregledu ( {\displaystyle n=29,912} ) i otkrili da je nakon korekcije za obrazovanje, upotreba sofisticiranog vokabulara pala između sredine 1970-ih i sredine 2010-ih na svim razinama obrazovanja, od nižih razreda srednje škole do diplomskih studija. Oni s najmanje prvostupničkom diplomom zabilježili su najveći pad. Stoga se jaz između ljudi koji nikada nisu dobili diplomu iz srednje škole i onih sa sveučilišnom diplomom smanjio s prosječnih 3,4 točna odgovora sredinom do kasnih 1970-ih na 2,9 u ranim i sredinom 2010-ih. Visoko obrazovanje je od male ili nikakve koristi verbalnim sposobnostima. Budući da je veća vjerojatnost da će oni s tek umjerenom razinom vokabulara biti primljeni na sveučilište nego u prošlosti, prosjek za imaoce diploma je pao. Za to postoje razna objašnjenja. Prihvaćanje velikog broja imigranata, od kojih mnogi nisu osobito vješti u engleskom jeziku, moglo bi smanjiti nacionalni prosjek odraslih. Mladi ljudi danas puno manje čitaju iz užitka, čime smanjuju svoj vokabular. S druge strane, dok je Odbor fakulteta izvijestio da su verbalni rezultati SAT-a u padu, ti su rezultati nesavršena mjera razine vokabulara nacije u cjelini jer se promijenila demografija polaganja ispita i jer više studenata polaže SAT u 2010-ima nego u 1970-ima, što znači da ima više ljudi s ograničenim sposobnostima koji su ga polagali. Starenje stanovništva je neuvjerljivo jer je učinak preslab.

## Kulturni identitet

### U Sjedinjenim Američkim Državama
Izvješće Nacionalne zaklade za umjetnost iz 2007. navodi da kao skupina, odrasli Amerikanci čitaju iz užitka rjeđe nego prije. Točnije, Amerikanci u dobi od 15 do 24 godine provode u prosjeku dva sata gledajući televiziju i samo sedam minuta čitajući. Godine 2002. samo je 52% Amerikanaca između 18 i 24 godine dobrovoljno čitalo knjige, što je pad u odnosu na 59% 1992. godine. Vještine čitanja s razumijevanjem kod odraslih Amerikanaca na svim razinama obrazovanja pogoršale su se između ranih 1990-ih i ranih 2000-ih, osobito među onima s višim razinama obrazovanja. Prema poslodavcima, gotovo tri četvrtine diplomanata imalo je "nedostatak" u vještini pisanja na engleskom jeziku. U međuvremenu, rezultati čitanja američkih učenika desetog razreda pokazali su se osrednjim, na petnaestom mjestu od 31 industrijalizirane nacije, a broj učenika dvanaestog razreda koji nikada nisu čitali iz zadovoljstva udvostručio se na 19%.
Izdavači i knjižari primijetili su da je prodaja beletristike za adolescente i mlade i dalje na visokoj razini. To bi moglo biti zato što su stariji kupovali naslove namijenjene mlađima, što je dovelo do inflacije, te zato što je manje čitatelja kupovalo više knjiga.
Do kasnih 2010-ih, gledanost kasnonoćne američke televizije među odraslim osobama u dobi od 18 do 49 godina, najvažnijom demografskom skupinom za oglašivače, znatno je pala unatoč obilju materijala. To je dijelom zbog dostupnosti i popularnosti online gledanja sadržaja na zahtjev. Međutim, kada se uzme u obzir odgođeno gledanje unutar tri dana, sve su najbolje emisije imale povećan broj gledatelja. Ova događanja podriva trenutni poslovni model industrije televizijske zabave. "Ako se nebo baš i ne spušta na model televizijskog oglašavanja, svakako se čini da je mnogo bliže zemlji nego što je nekada bio", napisao je reporter Anthony Crupi za Ad Age. Unatoč tome što su na lošem glasu da "ubijaju" mnoge vrijedne stvari za starije generacije, milenijalci i generacija Z nostalgično čuvaju polaroidne fotoaparate, vinilne ploče, goblene te brigu oko vrta, da spomenemo samo neke. Zapravo, milenijalci su ključna skupina koja stoji iza oživljavanja vinila. Međutim, zbog pandemije COVID-19 početkom 2020-ih, čini se da se oživljavaju određeni artikli čija je budućnost bila upitna zbog općeg nedostatka interesa milenijalaca, i to s većom prodajom nego prethodnih godina, poput konzervirane hrane.
Anketa Ypulsea iz 2019. pokazala je da su, među ljudima u dobi od 27 do 37 godina, glazbenici koji najviše predstavljaju svoju generaciju Taylor Swift, Beyoncé, Backstreet Boys, Michael Jackson, Drake i Eminem. (Posljednja dva bila su izjednačena na petom mjestu.)
Od popisa stanovništva u SAD-u 2000. milenijci su iskoristili mogućnost odabira više od jedne rasne skupine u izobilju. U 2015. Istraživački centar Pew proveo je istraživanje o generacijskom identitetu koje je pokazalo da većina ispitanih milenijalaca ne voli etiketu "milenijalac". Otkriveno je da je manja vjerojatnost da će se milenijalci snažno identificirati s pojmom generacije u usporedbi s generacijom X ili baby boomerima, pri čemu se samo 40% onih rođenih između 1981. i 1997. identificira kao milenijalci. Među starijim milenijalcima, onima rođenima 1981. – 1988., Pew Research je otkrio da se 43% njih osobno identificiralo kao pripadnici starije demografske skupine, Generacija X, dok se samo 35% identificiralo kao milenijalci. Među mlađim milenijalcima (rođeni 1989. – 1997.), generacijski identitet nije bio mnogo jači, gdje se samo samo 45% njih osobno identificiralo kao milenijalci. Također, utvrđeno je da su milenijalci najčešće sebe definirali negativnijim pojmovima kao što su samozaokupljeni, rastrošni ili pohlepni.
Fred Bonner, predstojnik prokurata za obrazovanje Samuel DeWitt na Sveučilištu Rutgers i autor knjige Raznoliki studenti milenijalci na fakultetu: Implikacije za fakultet i studentsku službu, vjeruje da bi većina komentara o milenijskoj generaciji mogla biti djelomično točna, ali preopćenita te da se mnogi osobine koje opisuju prvenstveno odnose na "bijele, imućne tinejdžere koji postižu velike stvari dok odrastaju u predgrađima, koji se suočavaju s tjeskobom kada se prijavljuju na vrhunske selekcijske fakultete i koji s lakoćom obavljaju više zadataka dok njihovi pretjerano zaštitnički i investirani roditelji umirujuće bdiju nad njima. " Tijekom studentskih rasprava, Bonner je slušao crne i latinoameričke učenike kako opisuju da se neke ili sve takozvane temeljne osobine ne odnose na njih. Često su govorili da je upravo "posebnost" neprepoznatljiva. Druge socioekonomske skupine često ne pokazuju iste osobine koje se obično pripisuju milenijalcima. "Nije da mnogi raznoliki roditelji ne žele tretirati svoju djecu kao posebnu", kaže on, "ali oni često nemaju društvene i kulturne predispozicije, vrijeme te resurse da to učine."
Istraživanje pod nazivom "Praćenje budućnosti" Sveučilišta u Michiganu učenika završnih razreda srednjih škola (koja se kontinuirano provodi od 1975.) te istraživanje američkih brucoša, koje provodi Institut za istraživanje visokog obrazovanja među novim studentima na UCLA-u od 1966., pokazali su povećanje udjela studenata koji bogatstvo smatraju vrlo važnim atributom, od 45% za Baby Boomere (anketa između 1967. i 1985.) do 70% za generaciju X i 75% za milenijalce. Postotak onih koji su rekli da je važno biti u toku s političkim zbivanjima pao je, s 50% za baby boomere na 39% za generaciju X te 35% za milenijalce. Pojam "razvijanja značajne životne filozofije" najviše se smanjio među generacijama, sa 73% za boomere na 45% za milenijalce. Spremnost uključenja u program čišćenja okoliša pala je s 33% za baby boomere na 21% za milenijalce.

### Općenito
Politologinja Shirley Le Penne tvrdi da za milenijalce "težnja za osjećajem pripadnosti postaje sredstvo za postizanje osjećaja potrebe... Milenijalci doživljavaju pripadnost nastojeći utjecati na svijet." Obrazovna psihologinja Elza Venter vjeruje da su milenijalci digitalni domorodci jer su odrasli uz digitalnu tehnologiju i poznaju je cijeli život. Prensky je skovao koncept 'digitalni urođenici' jer su pripadnici generacije 'izvorni govornici digitalnog jezika računala, videoigara i interneta'. Stariji pripadnici ove generacije koriste kombinaciju komunikacije licem u lice i računalno posredovane komunikacije, dok njeni mlađi pripadnici koriste uglavnom elektroničke i digitalne tehnologije za međuljudsku komunikaciju.

Istraživanje gotovo tisuću Britanaca u dobi od 18 do 24 godine, iz 2013., pokazalo je da 62% ima povoljno mišljenje o British Broadcasting Corporation (BBC), a 70% se osjeća ponosnim na svoju nacionalnu povijest. U 2017. godini istraživanje je pokazalo da je gotovo polovica osoba u dobi od 18 do 34 godine, koji žive u Ujedinjenom Kraljevstvu, prethodne godine prisustvovalo glazbenom događaju uživo.
Nakon što su se suočili s punim teretom Velike recesije, milenijalci u Europi bili su skloni pesimizmu u vezi budućeg smjera svojih zemalja, iako su postojale značajne razlike, otkrio je Istraživački centar Pew 2014. Milenijalci iz zemalja s relativno zdravim gospodarstvima poput Njemačke i Ujedinjenog Kraljevstva, općenito su bili sretniji od država sa ekonomskim poteškoćama, poput Španjolske, Italije i Grčke. S druge strane, mladi su vjerojatnije bili više skloni optimizmu  od starijih.
Milenijalci su postali odrasli u vrijeme kada je na industriju zabave počeo utjecati Internet. Koristeći umjetnu inteligenciju, Joan Serrà i njegov tim iz Španjolskog nacionalnog istraživačkog vijeća proučavali su masivni Popis od milijun pjesama i otkrili da je između 1955. i 2010. popularna glazba postala glasnija, dok su akordi, melodije i vrste zvukova koji se koriste sve više homogenizirani. Doista, čini se da su producenti uključeni u " rat glasnoće ", s namjerom da privuku sve više i više publike. Serrà i njegovi kolege napisali su: "...stari napjev s nešto jednostavnijom progresijom akorda, novim zvučnostima instrumenata koji su bili u skladu s trenutnim tendencijama, i snimljen suvremenim tehnikama koje su dopuštale povećane razine glasnoće, mogao se lako percipirati kao novi, moderan i prijeloman." Iako je glazbena industrija dugo bila optuživana da proizvodi pjesme koje su glasnije i blaže, ovo je prvi put da se kvaliteta pjesama sveobuhvatno proučava i mjeri. Dodatno istraživanje pokazalo je da je u posljednjih nekoliko desetljeća popularna glazba postala sporija; da je većina slušatelja, mladih i starih, više voljela starije pjesme nego nove; da je jezik popularnih pjesama psihološki postajao sve negativniji; i da su stihovi postajali jednostavniji i više se ponavljali, približavajući se listovima od jedne riječi, nešto što se može izmjeriti promatranjem koliko učinkovito algoritmi za kompresiju bez gubitaka (kao što je LZ algoritam ) rukuju njima.
U modernom društvu neizbježno postoje ljudi koji se odbijaju prilagoditi dominantnoj kulturi i nastoje učiniti upravo suprotno; s dovoljno vremena, antikonformisti će postati homogeniji u odnosu na vlastitu subkulturu, čineći njihovo ponašanje suprotnim bilo kakvim tvrdnjama o kontrakulturi. Ova se sinkronizacija događa čak i ako je dostupno više od dva izbora, poput odabira između više stilova brade umjesto odabira da li imati bradu ili ne. Matematičar Jonathan Touboul sa Sveučilišta Brandeis, koji proučava kako širenje informacija kroz društvo utječe na ljudsko ponašanje, naziva to hipster efektom.
Nekoć vrlo uspješan žanr na radiju, a potom i televiziji, sapunice—karakterizirane melodramatičnim zapletima usredotočenim na međuljudske afere i jeftinu produkcijsku vrijednost—opadaju u gledanosti od 1990-ih. Stručnjaci vjeruju da je to zbog njihovog neuspjeha u privlačenju mlađe demografije, tendencije moderne publike za kraćim rasponom pažnje te zbog uspona reality televizije u 1990-ima. Unatoč tome, internetske usluge gledanja na zahtjev nude materijale u serijskom formatu, nasljeđu sapunica. Međutim, dostupnost takvih platformi na zahtjev rezultirala je s tim da sapunice nikada više neće postati kulturni fenomen kakav su bile u dvadesetom stoljeću, osobito među mlađim generacijama, zato što i cliffhangeri više nisu mogli zaokupiti maštu gledatelja kao što su u prošlosti, kada su televizijske emisije bile dostupne prema rasporedu, a ne na zahtjev.

## Demografija

### Azija
Kineski milenijalci obično se nazivaju generacijama nakon 80-ih i nakon 90-ih godina. Na konferenciji u Šangaju 2015., koju je organizirao Američko-kineski institut Sveučilišta Južne Kalifornije, milenijalci u Kini ispitani su i uspoređeni s američkim milenijalcima. Nalazi su uključivali sklonosti milenijalaca prema braku, rađanju i odgoju djece, životnim i karijernim ambicijama te stavovima prema volonterstvu i aktivizmu. Zbog politike jednog djeteta uvedene kasnih 1970-ih, kućanstva s jednim djetetom postala su norma u Kini, što je dovelo do brzog starenja stanovništva, posebno u gradovima gdje su troškovi života znatno viši nego na selu.
Kao rezultat kulturnih ideala, vladine politike te moderne medicine, u Kini i Indiji došlo je do ozbiljne rodne neravnoteže. Prema Ujedinjenim narodima, 2018. godine bilo je 112 Kineza u dobi od 15 do 29 godina na svakih stotinu žena u toj dobnoj skupini. Taj broj u Indiji bio je 111. Kina je imala ukupno 34 milijuna muškaraca viška, a Indija 37 milijuna, više nego cjelokupno stanovništvo Malezije. Takva razlika potiče epidemije usamljenosti, trgovinu ljudima (iz drugih dijelova Azije, poput Kambodže i Vijetnama) i prostituciju, među ostalim društvenim problemima.
Stopa nataliteta u Singapuru pala je ispod razine zamjene od 2,1 od 1980-ih prije nego što se stabilizirala tijekom 2000-ih i 2010-ih. Dosegla je 1,14 u 2018., što je čini najnižom od 2010. i jednom od najnižih u svijetu. ) Državni poticaji poput dodatka za bebe pokazali su se nedovoljnima za podizanje stope nataliteta. Iskustvo Singapura podudara se sa iskustvom Japana i Južne Koreje.

Prosječna dob u Vijetnamu u 2018. bila je 26 godina i raste. Između 1970-ih i kasnih 2010-ih očekivani životni vijek popeo se sa 60 na 76 godina. Sada je drugi najviši u jugoistočnoj Aziji. Stopa plodnosti u Vijetnamu pala je s 5 u 1980. na 3,55 u 1990., a zatim na 1,95 u 2017. Iste godine, 23% vijetnamske populacije bilo je u dobi od 15 godina ili mlađe, što je pad u odnosu na gotovo 40% 1989. Druge brzorastuće zemlje jugoistočne Azije, poput Filipina, imale su slične demografske trendove.
- Populacijske piramide Indije, Kine i Singapura 2016. godine

Populacijska piramida Indije, Kine i Singapura u 2016. godini

### Europa
Otprilike od 1750. do 1950. većina zapadne Europe prešla je s visoke stope rađanja i mortaliteta na niske stope rađanja i mortaliteta. Do kasnih 1960-ih i 1970-ih prosječna je žena imala manje od dvoje djece, i, iako su demografi isprva očekivali "promjenu", takav skok dogodio se samo u nekoliko zemalja. Unatoč velikom padu stope ukupnog fertiliteta (TFR) u nekim europskim zemljama u kasnom dvadesetom stoljeću (1980-ih i 1990-ih), posebno u Francuskoj i Skandinaviji, ona vratila se na normalnu ukupnu stopu fertiliteta samo u Švedskoj (dostigavši TFR od 2,14 1990. u odnosu na 1,68 u 1980),Irskoj te u Islandu; do skoka u Švedskoj uvelike je došlo zbog poboljšanja ekonomske proizvodnje i velikodušnih, dalekosežnih obiteljskih beneficija dodijeljenih od strane nordijskog sustava socijalne skrbi, dok su ga u Francuskoj uglavnom potaknule starije žene koje ostvaruju svoje snove o majčinstvu. Što se tiče Švedske, povećanje stope fertiliteta došlo je s porastom stope nataliteta (od 11,7 u 1980. do 14,5 u 1990.), koji se usporio, a zatim zaustavio na kratko razdoblje zbog starenja švedskog stanovništva uzrokovano padom nataliteta krajem 1970-ih i početk,om 1980-ih. Do danas Francuska i Švedska još uvijek imaju više stope plodnosti od većine Europe, a obje su gotovo dosegle normalnu ukupnu stopu fertiliteta 2010. (2,03 i 1,98, redom ).
Isprva je pad plodnosti posljedica urbanizacije i smanjene stope smrtnosti dojenčadi, što je umanjilo koristi i povećalo troškove odgoja djece. Drugim riječima, postalo je ekonomski razumnije ulagati više u manji broj djece, kao što je tvrdio ekonomist Gary Becker. (Ovo je prva demografska tranzicija. ) Tada je do pada plodnosti došlo zbog promjena u stavovima. Do 1960-ih ljudi su počeli odbacivati tradicionalne i društvene vrijednosti te se počeli okretati ekspresivnijim i individualističkim pogledima zbog pristupa i težnji ka visokom obrazovanju, te širenju životnih vrijednosti koje je nekoć prakticirala samo mala manjina kulturnih elita. (Ovo je druga demografska tranzicija. ) Iako su se značajne kulturne promjene iz 1960-ih smanjile do 1990-ih, društveno i kulturno okruženje vrlo kasnog dvadesetog stoljeća bilo je sasvim drugačije od onog iz 1950-ih. Takve promjene vrijednosti uvelike su utjecale na plodnost. Države članice Europske ekonomske zajednice zabilježile su stalan porast ne samo razvoda i izvanbračnog rađanja djece između 1960. i 1985., nego i pad stopa plodnosti. Godine 1981. istraživanje u zemljama diljem industrijaliziranog svijeta otkrilo je da dok više od polovice ljudi u dobi od 65 i više godina misli da žene trebaju djecu kako bi bile ispunjene, složilo se samo 35% onih u dobi od 15 do 24 godine (mlađi baby boomeri i stariji iz generacije X). Početkom 1980-ih Istočna Njemačka, Zapadna Njemačka, Danska i Kanalski otoci imali su neke od najnižih stopa nataliteta u svijetu.
Na početku dvadeset i prvog stoljeća, Europa pati od starenja stanovništva. Ovaj problem posebno je ozbiljan u istočnoj Europi, dok je u zapadnoj Europi ublažen međunarodnim useljavanjem. Osim toga, sve veći broj djece rođene u Europi rođen je od roditelja koji nisu Europljani. Budući da su djeca imigranata u Europi obično religiozna koliko i oni, ovo bi moglo usporiti pad religije (ili rast sekularizma ) na kontinentu kako dvadeset i prvo stoljeće bude napredovalo. U Ujedinjenom Kraljevstvu broj stanovnika rođenih u inozemstvu iznosio je 6% stanovništva 1991. Imigracija je nakon toga porasla i od tada (od 2018.) nije pala. Istraživanje demografa i politologa Erica Kaufmanna, Rogera Eatwella i Matthewa Goodwina sugerira da je tako brza etnodemografska promjena jedan od ključnih razloga iza javnog otpora u obliku nacionalnog populizma u bogatim liberalnim demokracijama, čiji je primjer referendum o članstvu Ujedinjenog Kraljevstva u Europskoj uniji (Brexit) 2016.
Italija je zemlja u kojoj je problem starenja stanovništva posebno ozbiljan. Stopa plodnosti pala je s otprilike četiri u 1960-ima na 1,2 u 2010-ima. To nije zato što mlade Talijanke ne žele rađati. Naprotiv, imati puno djece talijanski je ideal. No njezino gospodarstvo "muči" se od početka velike recesije 2007.–2008., sa stopom nezaposlenosti mladih od nevjerojatnih 35% u 2019. Mnogi Talijani preselili su se u inozemstvo – 150 000 je to učinilo 2018., od kojih su mnogi mladi ljudi koji traže obrazovne i ekonomske prilike. S padom broja rođenih svake godine, očekuje se pad talijanskog stanovništva u sljedećih pet godina. Štoviše, baby boomeri u velikom broju odlaze u mirovinu, a njihov broj zasjenjuje broj mladih koji se o njima brinu. Samo Japan ima dobnu strukturu koja je više nagnuta prema starijima.
Grčka također pati od ozbiljnog demografskog problema jer mnogi mladi ljudi napuštaju zemlju u potrazi za boljim prilikama negdje drugdje nakon velike recesije. Ovaj odljev mozgova i brzo starenje stanovništva mogli bi ostati katastrofalni za zemlju.
Među Francuskinjama rođenim početkom 1960-ih samo je trećina imala najmanje troje djece. Ipak, oni su bili odgovorni za više od polovice sljedeće generacije jer je toliko njihovih suvremenika imalo samo jedno ili niti jedno dijete.
Općenito, demografski podaci EU-a pokazuju da je broj ljudi u dobi od 18 do 33 godine u 2014. iznosio 24% stanovništva, s visokim 28% u Poljskoj i niskim 19% u Italiji.
Kao rezultat šokova zbog pada i raspada Sovjetskog Saveza, stopa nataliteta u Rusiji počela je padati u kasnim 1980-ima, dok je stopa smrtnosti porasla, posebno među muškarcima. Početkom 2000-ih, u Rusiji nije došlo samo do pada stope nataliteta, već i do pada stanovništva unatoč poboljšanju gospodarstva. Između 1992. i 2002. broj stanovnika Rusije pao je sa 149 milijuna do 144 milijuna. Prema "srednjem scenariju" UN-ovog Odjela za stanovništvo, Rusija bi mogla izgubiti još 20 milijuna ljudi do 2020-ih.

Demografska stvarnost Europe pridonosi njezinim gospodarskim problemima. Budući da europski baby boomeri nisu uspjeli sami sebe zamijeniti, do 2020-ih i 2030-ih deseci europskih nacija naći će se u još težoj situaciji nego prije.
- Populacijska piramide Italije, Grčke i Rusije u 2016.

### Oceanija
Ukupna stopa plodnosti u Australiji pala je s iznad tri u poslijeratnom razdoblju, na otprilike normalnu ukupnu stopu (2,1) u 1970-ima do ispod one u kasnim 2010-ima. Međutim, imigracija nadoknađuje učinke pada nataliteta. U 2010-ima među stanovnicima Australije 5% je rođeno u Velikoj Britaniji, 3% u Kini, 2% u Indiji i 1% na Filipinima. 84% novopridošlica u fiskalnoj godini 2016. bilo je mlađe od 40 godina, u usporedbi s 54% onih koji su već bili u zemlji. Poput drugih zemalja koje su prijateljski raspoložene prema imigrantima, poput Kanade, Ujedinjenog Kraljevstva i Sjedinjenih Država, očekuje se da će radno sposobno stanovništvo Australije rasti do otprilike 2025. Međutim, omjer ljudi u radnoj dobi i umirovljenika ( omjer radnog i neradnog stanovništvai ) popeo se s osam u 1970-ima na oko četiri u 2010-ima. Mogao bi pasti na dva do 2060-ih, ovisno o razinama imigracije. "Što je populacija starija, to više ljudi prima socijalnu pomoć, potrebno nam je više zdravstvene skrbi i manja je osnovica za plaćanje poreza", rekao je Ian Harper iz Poslovne škole u Melbourneu za ABC News (Australija). Dok je vlada smanjila planove o povećanju dobi za odlazak u mirovinu, smanjenju mirovina i povećanju poreza zbog protivljenja javnosti, demografski pritisci nastavljaju rasti kako olakšavajući učinci useljavanja nestaju.

### Sjeverna Amerika
Povijesno gledano, rani anglo-protestantski doseljenici u sedamnaestom stoljeću bili su najuspješnija skupina, kulturno, ekonomski i politički, i zadržali su svoju dominaciju do početka dvadesetog stoljeća. Predanost idealima prosvjetiteljstva značila je da su nastojali asimilirati pridošlice izvan Britanskog otočja, ali malo ih je bilo zainteresirano za prihvaćanje paneuropskog identiteta za svoju državu, a još manje za pretvaranje u globalni "melting pot". Ali početkom 1900-ih, liberalni progresivci i modernisti počeli su promicati uključive ideale o tome kakav bi trebao biti nacionalni identitet Sjedinjenih Država. Dok su tradicionalniji članovi društva nastavili održavati svoje anglo-protestantske etnokulturne tradicije, univerzalizam i kozmopolitizam počeli su dobivati naklonost među elitama. Ti su ideali postali norma nakon Drugog svjetskog rata, a etničke manjine počele su seijeakon o imigraciji i državljanstvu iz 1965. (također poznat kao Hart-Cellarov zakon), donesen na poticaj predsjednika Lyndona B. Johnsona, ukinuo je nacionalne kvote za imigrante i zamijenio ih sustavom koji prima fiksni broj osoba godišnje na temelju kvaliteta kao što su vještine i potreba za utočištem. Imigracija je kasnije porasla iz drugih dijelova Sjeverne Amerike (osobito iz Kanade i Meksika), Azije, Srednje Amerike i Zapadne Indije. Do sredine 1980-ih većina imigranata bilo je porijeklom iz Azije i Latinske Amerike. Neki su bili izbjeglice iz Vijetnama, Kube, Haitija i drugih dijelova Amerike, dok su drugi došli ilegalno prešavši dugu i uglavnom nezaštićenu američko-meksičku granicu. U isto vrijeme, činilo se da su poslijeratni baby boom i potonji pad stope plodnosti ugrozili američki sustav socijalne sigurnosti dok su se baby boomeri povlačili u mirovinu u dvadeset i prvom stoljeću. Privremeni podaci Centra za kontrolu i prevenciju bolesti otkrivaju da su stope plodnosti u SAD-u pale ispod normalne ukupne stope od 2,1 od 1971. godine. (U 2017. pao je na 1.765. ) Među ženama rođenim tijekom kasnih 1950-ih, jedna petina nije imala djece, u usporedbi s 10% onih rođenih 1930-ih, stoga za sobom nisu ostavile ni genetsko ni kulturno nasljeđe. 17% žena iz generacije baby boomera imalo je samo po jedno dijete i bile su odgovorne za samo 8% sljedeće generacije. S druge strane, 11% žena baby boomera rodilo je svaka najmanje četvero djece, što je ukupno jedna četvrtina milenijske generacije. To će vjerojatno uzrokovati kulturne, političke i društvene promjene u budućnosti jer roditelji imaju velik utjecaj na svoju djecu. Na primjer, do ranih 2000-ih već je postalo očito da se popularna američka kultura okreće od sekularnog individualizma prema religioznosti.
Veličina tisućljetne populacije se mijenja, ovisno o korištenoj definiciji. Koristeći vlastitu definiciju, Pew Research Center procjenjuje da milenijalci čine 27% stanovništva SAD-a u 2014. Iste godine, koristeći datume u rasponu od 1982. do 2004., Neil Howe izmijenio je zbroj na preko 95 milijuna ljudi u SAD-u U članku časopisa Time iz 2012. procijenjeno je da ima otprilike 80 milijuna američkih milenijalaca.  Ured za popis stanovništva Sjedinjenih Država, koristeći datume rođenja u rasponu od 1982. do 2000., naveo je da je procijenjeni broj milenijalaca u SAD-u u 2015. bio 83,1 milijuna ljudi.
U 2017. manje od 56% milenijalaca bili su ne-hispanski bijelci, u usporedbi s više od 84% Amerikanaca u 70-im i 80-im godinama, 57% nikada nije bilo u braku, a 67% živjelo je u gradskom području. Prema Institutu Brookings, milenijalci su "demografski most između većinom bijelih starijih generacija (pre-milenijalci) i mnogo rasno raznolikijih mlađih generacija (postmilenijalci)."
Analizirajući podatke Ureda za popis stanovništva SAD-a, Istraživački centar Pew procijenio je da su milenijalci, koje definiraju kao osobe rođene između 1981. i 1996., prvi put u 2019. nadmašili baby boomere rođene od 1946. do 1964. godine. Te je godine bilo 72,1 milijun milenijalaca u usporedbi sa 71,6 milijuna baby boomera, koji su prethodno bili najveća živuća odrasla generacija u zemlji. Podaci Nacionalnog centra za zdravstvenu statistiku pokazuju da je oko 62 milijuna milenijalaca rođeno u Sjedinjenim Državama, u usporedbi s 55 milijuna pripadnika generacije X, 76 milijuna baby boomera i 47 milijuna iz Tihe generacije. Između 1981. i 1996. prosječno se rađalo 3,9 milijuna milenijskih beba svake godine, u usporedbi s 3,4 milijuna prosječnih rođenja generacije X godišnje između 1965. i 1980. Međutim milenijalci nastavljaju rasti u broju kao rezultat useljavanja i naturalizacije. Zapravo, milenijalci čine najveću skupinu useljenika u Sjedinjene Države 2010-ih. Pew je projicirao da će milenijska generacija dosegnuti oko 74,9 milijuna 2033. godine, nakon čega će smrtnost nadmašiti imigraciju. Ipak, 2020. bit će prvi put da se milenijalcima (koji imaju između 24 i 39 godina) njihov udio u biračkom tijelu smanjuje jer je vodeći val generacije Z (u dobi od 18 do 23 godine) stekao pravo glasa. Drugim riječima, njihova je izborna moć bila na vrhuncu 2016. godine. U apsolutnom smislu, međutim, broj milenijalaca rođenih u inozemstvu nastavlja rasti kako postaju naturalizirani građani. Zapravo, 10% američkih birača rođeno je izvan zemlje do izbora 2020., što je porast u odnosu na 6% 2000. Činjenica da ljudi iz različitih rasnih ili dobnih skupina glasaju različito znači da će ova demografska promjena utjecati na budućnost američkog političke slike. Dok mlađi birači imaju znatno drugačija stajališta od svojih starijih birača, znatno je manja vjerojatnost da će glasati. Ne-bijelci skloni su favorizirati kandidate iz Demokratske stranke, dok bijelci uglavnom preferiraju Republikansku stranku.
Od sredine 2010-ih, Sjedinjene su Države jedna od rijetkih razvijenih zemalja koja nema piramidu stanovništva s najvišim brojem stanovnika. Zapravo, od 2016., srednja dob stanovništva SAD-a bila je mlađa od svih drugih bogatih nacija osim Australije, Novog Zelanda, Cipra, Irske i Islanda, čije je ukupno stanovništvo samo djelić stanovništva Sjedinjenih Država. To je zato što su američki baby boomeri imali višu stopu plodnosti u usporedbi s njihovim kolegama iz većeg dijela razvijenog svijeta. U usporedbi, Kanada, Njemačka, Italija, Japan i Južna Koreja brzo stare jer su njihovi milenijalci manji brojem od svojih roditelja. Ova demografska stvarnost stavlja Sjedinjene Države u prednost u usporedbi s mnogim drugim velikim gospodarstvima kada milenijalci dosegnu srednju dob: nacija će i dalje imati značajan broj potrošača, investitora i poreznih obveznika.
Prema Istraživačkom centru Pew, "među muškarcima, samo 4% milenijalaca (od 21 do 36 godina u 2017.) su veterani, u usporedbi s 47%" muškaraca u 70-im i 80-im godinama, "od kojih su mnogi postali punoljetni tijekom Korejskog rata i njegovih posljedica." Neki od tih bivših pripadnika vojne službe ratni su veterani koji su se borili u Afganistanu i/ili Iraku.  Od 2016. milenijalci većina su ukupne populacije branitelja. Prema podacima Pentagona iz 2016., 19% milenijalaca zainteresirano je za služenje u vojsci, a 15% ima roditelja s poviješću služenja u vojsci.

## Ekonomska očekivanja i trendovi
Prema podacima Međunarodne organizacije rada ( ILO ), 200 milijuna ljudi bilo je nezaposleno 2015. Od toga je 73,3 milijuna (37%) bilo je u dobi od 15 i 24 godine. Između 2009. i 2015. nezaposlenost mladih znatno je porasla u sjevernoj Africi i na Bliskom istoku te neznatno u istočnoj Aziji. Tijekom istog razdoblja nezaposlenost mladih znatno je pala u Europi (unutar i izvan EU), te ostatku razvijenog svijeta, subsaharskoj Africi, jugoistočnoj Aziji, srednjoj i južnoj Americi, ali je ostala stabilna u južnoj Aziji. ILO je procijenio da će do sredine 2020-ih trebat će otvoriti otprilike 475 milijuna radnih mjesta diljem svijeta kako bi se značajno smanjio broj nezaposlenih mladih.
U 2018., kako se broj robota na poslu nastavio povećavati, globalna stopa nezaposlenosti pala je na 5%, najnižu u 38 godina. Sadašnji trendovi sugeriraju da razvoj umjetne inteligencije i robotike neće rezultirati masovnom nezaposlenošću, nego zapravo može stvoriti visokokvalificirana radna mjesta. Međutim, kako bi se iskoristila ova situacija, potrebno je usavršiti vještine kojima strojevi još nisu ovladali, poput timskog rada i učinkovite komunikacije.
Analizirajući podatke Ujedinjenih naroda i Global Talent Competitive Index, KDM Engineering je otkrio da su od 2019. pet zemalja s najvećim brojem međunarodnih visokokvalificiranih radnika Švicarska, Singapur, Ujedinjeno Kraljevstvo, Sjedinjene Države te Švedska. Čimbenici koji su uzeti u obzir uključivali su sposobnost privlačenja visokokvalificiranih stranih radnika, pogodnost poslovanja, regulatorno okruženje, kvalitetu obrazovanja i životni standard. Švicarska je najbolja u zadržavanju talenata zbog izvrsne kvalitete života. Singapur je dom okruženja svjetske klase za poduzetnike. A Sjedinjene Države nude najviše mogućnosti za rast zbog same veličine svog gospodarstva i kvalitete visokog obrazovanja i obuke. Od 2019. to su također neka od najkonkurentnijih svjetskih gospodarstava, prema Svjetskom gospodarskom forumu (WEF). Kako bi odredio gospodarsku konkurentnost zemlje ili teritorija, WEF razmatra čimbenike kao što su pouzdanost javnih institucija, kvaliteta infrastrukture, makroekonomska stabilnost, kvaliteta zdravstvene zaštite, poslovna dinamika, učinkovitost tržišta rada te inovacijski kapacitet.
Tijekom prva dva desetljeća dvadeset i prvog stoljeća, neposredno prije pandemije COVID-19, gospodarske su se aktivnosti uglavnom koncentrirale u velikim gradskim područjima, poput San Francisca, New Yorka, Londona, Tokija i Sydneya. Produktivnost se iznimno povećala kako su se informacijski stručnjaci skupili. Pandemija COVID-19 dovela je do porasta rada na daljinu, još više u razvijenim zemljama, potpomognuta tehnologijom.
Koristeći razne mjere, ekonomisti su došli do zaključka da je stopa inovacija i poduzetništva u zapadnom svijetu u padu između ranih 1990-ih i ranih 2010-ih, kada se ujednačila. U slučaju SAD-a, jednog od najsloženijih postojećih gospodarstava, ekonomist Nicholas Kozeniauskas objasnio je da je "pad poduzetništva usmjeren među pametnima" jer se udio poduzetnika sa sveučilišnom diplomom u toj zemlji više nego prepolovio između sredine 1980-ih i sredinom 2010-ih. Mnogo je mogućih razloga za to: starenje stanovništva, koncentracija tržišta i zombi tvrtke (one s niskom produktivnošću, ali se održavaju na životu zahvaljujući subvencijama). Dok je zapošljavanje postalo stabilnije i prikladnije, moderna su gospodarstva toliko složena da su u biti okoštala, što ih čini ranjivima na poremećaje.